# Der Casanovakomplex
Der Casanovakomplex (jap. うろしま物語, Uroshima Monogatari) ist ein Manga des japanischen Zeichners Yōji Fukuyama.

## Handlung
Ein Mann mittleren Alters ist während einer Zugfahrt von der ihm gegenübersitzenden Schülerin fasziniert. Als sie beim Aussteigen ihre Monatskarte vergisst und er sie ihr bringt, fährt der Zug ohne ihn weiter und er bleibt im Städtchen Uroshima zurück. Schnell stellt er fest, dass die Menschen hier nur Sex im Kopf haben und auch keine Scheu, dies auf der Straße auszuleben. Auch hat es jeder Mann auf jede Frau und umgekehrt abgesehen. Dies will er nun ausnutzen, um mit dem Mädchen aus dem Zug zusammenzukommen.
Doch gestaltet sich das schwerer als gedacht, da nun auch alle anderen Männer ein „Recht“ auf sie haben, wie auch alle Frauen auf den Fremden. Zudem erzeugt dies eine Konkurrenzsituation, die schließlich zu Gewalt führt. Bald wünscht sich der Alte aus Uroshima wieder nach Tokio, doch gelingt es ihm nicht, der Stadt zu entkommen.

## Stil und Anspielung
Der Stil des Mangas ist einfach, die Hintergründe haben nur wenige Details.
Der Name des Ortes, Uroshima, spielt auf das japanische Märchen vom Fischer Tarō Urashima an. In diesem gelangt ein Fischer in eine Unterwasserwelt, aus der er sich bald wieder wegwünscht. Als ihm das gelingt, stellt er fest, dass er ein ganzes Menschenalter fort war. Auch in Uroshima dauert eine Jahreszeit nur einen Tag an.

## Veröffentlichungen
Der Manga erschien 2001 im alternativen Manga-Magazin Manga Erotics F. Der Verlag dieses Magazins, Ōta Shuppan, verlegte ihn anschließend auch als Sammelband mit einem Umfang von knapp 200 Seiten.
Als Der Casanovakomplex erschien das Werk in deutscher Übersetzung 2007 beim Verlag Schreiber & Leser. Die Übersetzung stammt von Tsuwame und Resel Rebiersch. Unter dem Titel Voyage à Uroshima wurde der Manga 2006 beim Label Sakka von Casterman auf Französisch publiziert.

## Rezeption
Der Manga wird teilweise als „unorigineller Softporno“ bezeichnet, von anderen aber als tiefgründiges Werk bezeichnet. Die Handlung sei exzentrisch, surreal und stelle Fragen nach männlicher sexueller Fantasie. Das Szenario sei irre, mit groteskem Humor und nehme zunehmend alptraumhafte Züge an. Die Geschichte nehme sich des Klischees der älteren Herren mit Vorliebe für Schulmädchen an und überziehe dieses zu einem Spektakel. Es gibt auch Meinungen, dass das Werk mehr mit Moralvorstellungen spiele und auf Komik aus sei, als ein „platter Porno“ zu sein. Das Werk sei eine „vielschichtige Parabel über Konsumismus und mediale Scharfmachung“.